# Acacia retinens
Acacia retinens é uma espécie de leguminosa do gênero Acacia, pertencente à família Fabaceae.